# 浅みどり昆布
浅みどり昆布（あさみどりこんぶ）は、江戸時代に日本の陸奥国塩竈村（現在の宮城県塩竈市）の菓子屋兼昆布屋の越後屋が作った食品で、昆布を美しく加工して花のように作ったものである。浅緑昆布とも書く。菓子として食べられた花昆布が精密化した地方名産品である。

## 概要
昆布を彩色し、切り込んで花のようにかたどったものである。中納言武者小路公野に「田舎には珍しく優しき細工」と賞されて浅みどり昆布という名を与えられた。江戸時代には塩竈の名産で、「製細く美麗」（『封内土産考』）、「奇品」（『東奥紀行』）などと評された。現在は作られていない。

## 浅みどり昆布の発祥
浅みどり昆布を創始したのは、宮城郡内の手樽村出身の越後屋喜三郎とされる。喜三郎は正保年中（1645年から1648年）に塩竈に移り住んで昆布を商い、菓子の製法を習って菓子屋も営み、花昆布も売った
元文4年（1739年）、学問のため京都に逗留することになった藤塚式部を通じて花昆布を中納言武者小路公野に献上した。武者小路は「田舎には珍しく優しき細工」と褒め、花昆布ではなく「浅みどり」と呼ぶようにと言って、息子の実岳に塩竈浦の絵を描かせ、それに自らは筆をとって「ながむれば八十島かけて浅みどり　霞そたてる塩がまのうら」という藤原家衡の古歌を書き入れた。これにより越後屋は花昆布を浅みどり昆布と改め、武者小路からもらった絵を自家に大切に蔵した。
越後屋は仙台藩の領主が鹽竈神社に参詣するたびに浅みどり昆布を献上した。これにより寛保3年（1743年）に伊達吉村から「御用御菓子浅みどり昆布」の看板を与えられ、店に掲げた。

## 塩竈の名産
浅みどり昆布は越後屋が創始したと言えるが、花昆布は越後屋が創始したものではない。地元には花昆布を作る者が4、5人おり、後に彼らが作ったものも「浅みどり」と称することが許された。とはいえ一般には浅みどり昆布は越後屋のものと認識されていた。
浅みどり昆布は仙台から塩竈、松島あたりを旅行した人々の紀行文に記された。天明8年（1788年）に幕府巡検使の従者となった古河古松軒は、『東遊雑記』に武者小路黄門卿（黄門は中納言の唐名）の歌が袋に書かれた浅緑という茶と、美しく彩りいろいろの花の形に作った昆布をすすめられたと記した。長久保玄珠の『東奥紀行』も浅緑について記す。
江戸時代の塩竈の名産としては、浅みどり昆布のほかに、唐飴、南京糖、十団子、藻塩が知られる。藻塩焼きは塩竈の歌枕としての側面と不可分で知名度抜群だったが、この時代には塩竈での製塩は衰え、鹽竈神社で神事として焼かれるほかは細々と生産されるだけだった。唐飴と南京糖は越後屋の菓子である。さらに江戸時代には塩釜が知られていないので、旅行者が接する塩竈名物の食べ物は、浅みどり昆布が第一だったと言ってよい。